# Gerrit Rietveld Academie
De Gerrit Rietveld Academie is een  Nederlandse hogeschool voor beeldende kunst en vormgeving gevestigd in Amsterdam. De instelling staat internationaal bekend om haar eigenzinnige en autonome karakter. Van 1924 tot 1968 was de naam van de school Instituut voor Kunstnijverheidsonderwijs.

## Geschiedenis
De Gerrit Rietveld Academie kent zijn oorsprong in de fusie in 1924 van Kunstnijverheidsschool Quellinus, de Teekenschool voor Kunstambachten en de Dagteeken- en kunstambachtschool voor meisjes tot het Instituut voor Kunstnijverheidsonderwijs, kortweg de Kunstnijverheidsschool. De Rijksschool voor Kunstnijverheid werd opgeheven. In 1938 werden de lerarenopleiding en het personeel van het Rijksinstituut tot Opleiding van Teekenleeraren bij de Kunstnijverheidsschool ondergebracht.
Van 1939 tot aan 1960 stond de opleiding sterk onder invloed van de functionalistische en maatschappijkritische ideeën van De Stijl en Bauhaus, mede door de rol van de socialistische architect Mart Stam als directeur van de opleiding. Vanaf de jaren zestig en vooral in de jaren zeventig groeiden de rol en de invloed van de autonome beeldende kunst en de individuele expressie. Deze invloeden bepalen, in combinatie met een toegepaste gerichtheid en een kritische mentaliteit, nog steeds voor een belangrijk deel het gezicht van de academie.
Toen in 1968 de school onderdeel werd van het hoger beroepsonderwijs en de status kreeg van Academie voor Beeldende Kunst en Vormgeving, werd als eerbetoon aan de kort daarvoor overleden Rietveld de naam veranderd in "Gerrit Rietveld Academie".

## Huisvesting
In 1967 verhuisde de school van Gabriël Metsustraat 16 naar een gebouw ontworpen door de architect en meubelontwerper Gerrit Rietveld. Hij overleed in 1964, toen de bouw nog maar net begonnen was en maakte de oplevering in 1967 dus niet mee. In 2004 kwam er een tweede gebouw, ontworpen door de architecten Benthem Crouwel; het gebouw werd naar het architectenbureau genoemd (Benthem-Crouwelgebouw). 

### Fedlev-gebouw
In 2012 besloot de academie dat het tijd werd voor een derde gebouw, dat de twee losstaande gebouwen met elkaar moest verbinden. Er werd een wedstrijd uitgeschreven onder studenten, docenten en almuni hun ontwerp konden indienen. Het ontwerp van Paulien Bremmer (alumni) van Studio Fedlev won; ze ging later samenwerken met Rob Hootsmans. In september 2015 volgde de aanbesteding. In het najaar van 2016 werd er begonnen met de bouw, waarbij eerst nog de grond nagekeken moest worden op vervuiling, waarna een vijf meter diepe bouwput gegraven werd voor de kelder. Het werk was amper begonnen toen er oponthoud ontstond vanwege de toegepaste paalfundering; deze bleek niet sterk genoeg om de (te) stevige omringende grond te weerstaan. Na dat oponthoud werd er druk gewerkt aan het gebouw en kwam architect Bremmer regelmatig langs om te kijken of de lichtval in het gebouw overeenkwam met die “op papier”. In de nazomer vanm 2016 werd het hoogste punt bereikt en tevens kon een loopbrug gemaakt worden naar het Benthem-Crouwelgebouw.   
In maart 2018 was het gebouw zover klaar dat er begonnen kon worden met de inrichting met een verwachte opening in mei. Voor de inrichting van de gemeenschappelijke ruimten werden kunstenaars ingeschakeld als Nils Norman (bibliotheel), Anne Dessing (Sandberg Instituut), Anastasia Starostenko  en Caro de Jonge (keramiektegels kelder). Na oplevering in juni 2018 moest nog wel de binnentuin, origineel ontworpen door Mien Ruys (zij werkte vaak samen met Rietveld), aangepast worden aan de nieuwe situatie, waarbij het originele idee van Ruys zoveel mogelijk in ere werd hersteld met de Rietveldboom in het midden. Kenmerkend voor het gebouw zijn de openheid en de relatief hoge verdiepingen, waarbij geveldelen verwijderd kunnen worden zodat men in de openlucht kan werken. Daartoe zijn er ook elektra-aansluitingen op het dak. Het gebouw dong in 2019 mee in de Amsterdamse Architectuur Prijs 2019, maar legde het af tegen de Noord/Zuidlijn van Benthem Crouwel.

## Onderwijs
De Gerrit Rietveld Academie verzorgt één bacheloropleiding en vier masteropleidingen. De masteropleidingen zijn sinds 1995 ondergebracht in het Sandberg Instituut, dat sinds 2005 gevestigd is op de hoogste verdiepingen van het Benthem Crouwel-gebouw.

## Lectoraat Kunst en Publieke Ruimte
Het Lectoraat Kunst en Publieke Ruimte (LAPS) van de Gerrit Rietveld Academie stimuleert onderzoek en theoretische reflectie over de rol van kunst en vormgeving in het publiek domein en is voortgekomen uit een samenwerkingsverband tussen Gerrit Rietveld Academie, Sandberg Instituut, Universiteit van Amsterdam, Stichting Kunst en Openbare Ruimte (SKOR) en het Virtueel Museum Zuidas (Zuidas). Van 2003 tot 2022 was Jeroen Boomgaard (1953) lector. Vanaf 1 februari 2022 is Patricia de Vries werkzaam als lector.

## In Residence
De Rietveld Research Residency (RRR) is een door de Gerrit Rietveld Academie in samenwerking met onder andere het Fonds BKVB in het leven geroepen onderzoeksplek voor kunstenaars. Zij worden in staat gesteld gedurende een periode van 1,5 tot 3 jaar een duidelijk omschreven artistiek onderzoeksproject uit te voeren binnen het kader van het onderwijs van de Gerrit Rietveld Academie. Interactie met studenten en docenten van de academie vormt een belangrijk onderdeel van hun werk.

## Bekende (oud-)docenten
- Gijs Assmann
- Jan de Baat
- Maria Barnas
- Liesbeth den Besten
- Onno Boekhoudt
- Michiel Brandes
- Bob Buys
- H.P. Doebele
- Jan Elburg
- Pieter Engels
- Herman Gordijn
- Ben Guntenaar
- Milou van Ham
- Carl Hollander
- Arnoud Holleman
- Jos Houweling
- Charles Jongejans
- Nic Jonk
- Carel Kneulman
- Theo Kurpershoek
- Astrid Lampe
- George Henri Lantman
- Hieke Luik
- Martin Majoor
- Frank Mandersloot
- Mevis & Van Deursen
- Pjotr Müller
- Charlotte Mutsaers
- Martine Neddam
- Karel Niehorster
- Kees Nieuwenhuijzen
- Evert Nijland
- Melle Oldeboerrigter
- Ruudt Peters
- Aart Rietbroek
- Leo Schatz
- Rob Schröder
- Willem Schrofer
- Jan Sierhuis
- Ap Sok
- Arjanne van der Spek
- Ewald Spieker
- Hens van der Spoel
- Moniek Toebosch
- Jan van Toorn
- Gerard Unger
- Jan van der Vaart
- Sybren Valkema
- Dick Verdult
- Jan van Wijk
- Ben Zegers
- Frans Zwartjes